# Église Saint-Amans de Rodez
L’église Saint-Amans de Rodez est une église catholique de Rodez.

## Histoire
L'église Saint-Amans a été construite au XIIe siècle sur la sépulture de l'évêque saint Amans qui aurait été le premier évêque de Rodez. 
Vers 1061 ou 1062, l'abbaye qui avait adopté la règle de saint Augustin adopta la règle bénédictine et fut rattachée à l'abbaye Saint-Victor de Marseille avec l'accord du comte de Rodez. L'église Saint-Amans était alors l'église du bourg dépendant du comte et l'église conventuelle de la communauté religieuse. Bien qu'il n'y  ait aucun texte concernant la construction de l'église romane et de son cloître, ce rattachement à une puissante abbaye a dû permettre sa construction.
Des travaux de consolidation sont faits au XVIe siècle et XVIIe siècle. Des travaux de reprise sont entrepris dans la première moitié du XVIIIe siècle. Mais au début de l'année 1750 un tirant de fer s'est rompu menaçant d'entraîner la ruine de la voûte. L'évêque décide alors de fermer l'église. En 1751, une bulle de sécularisation des biens de l'abbaye Saint-Victor de Marseille entraîne un changement de statut pour l'église Saint-Amans qui retrouve son indépendance. Une décision de justice oblige alors le prieur à consacrer une part de ses revenus à la restauration du chevet et du chœur où se trouve l'autel des religieux, les laïcs ayant la charge celle de la nef où se trouve l'autel de la paroisse.
Mais en 1757, la position change. On a dû demander l'avis à l'ingénieur de la généralité de Montauban, Jean-Baptiste Boësnier. Son avis a montré que la restauration du bâtiment n'était pas possible,car en juillet 1757 on voit apparaître dans les procès-verbaux des assemblées consulaires un devis pour la reconstruction dressé par l'ingénieur de la généralité. Le roi participa pour moitié aux frais de reconstruction de l'église.
Le projet de la nouvelle église a donc été dressé par l'ingénieur des Ponts et Chaussées en fonction dans la généralité de Montauban, Jean-Baptiste Boesnier, né en 1720. Le frère capucin François Cassagnes a assuré la conduite des travaux.
Jean-Baptiste Boesnier a été le correspondant du comte de Caylus quand ce dernier travaillait sur le Recueil d'antiquité et qui lui a demandé de faire des relevés pour localiser le camp d'Uxellodunum. Boesnier s'intéressait à l'archéologie. Probablement les paroissiens et les consuls du bourg souhaitaient conserver dans l'architecture intérieure de l'église le souvenir de l'ancienne église, la plus prestigieuse du diocèse pour la richesse de ses reliques. C'est probablement cette rencontre qui explique l'anachronisme d'une église de style roman à l'intérieur avec une façade reprenant les modèles romains de la Contre-Réforme, loin du modèle à plan basilical avec décor « à la grecque » à la mode à cette époque pour les reconstructions d'églises.
Elle fut reconstruite de 1758 à 1761 avec des matériaux récupérés de l'ancien édifice.
François Marty, futur archevêque de Paris, y a été vicaire de 1933 à 1939.

## Description
Le style baroque domine à l'extérieur, tandis que l'intérieur a conservé son architecture romane.

### Intérieur
Des tapisseries du XVIe siècle, au nombre de sept, décorent le chœur de l'église. Elles représentent la vie et les miracles de saint Amans. Elles sont l'œuvre d'artistes limousins.
Le grand orgue a été fabriqué par la maison Théodore Puget de Toulouse (1885). Il comporte 34 jeux. Des concerts et récitals mettent régulièrement en avant sa qualité musicale.

## Galerie

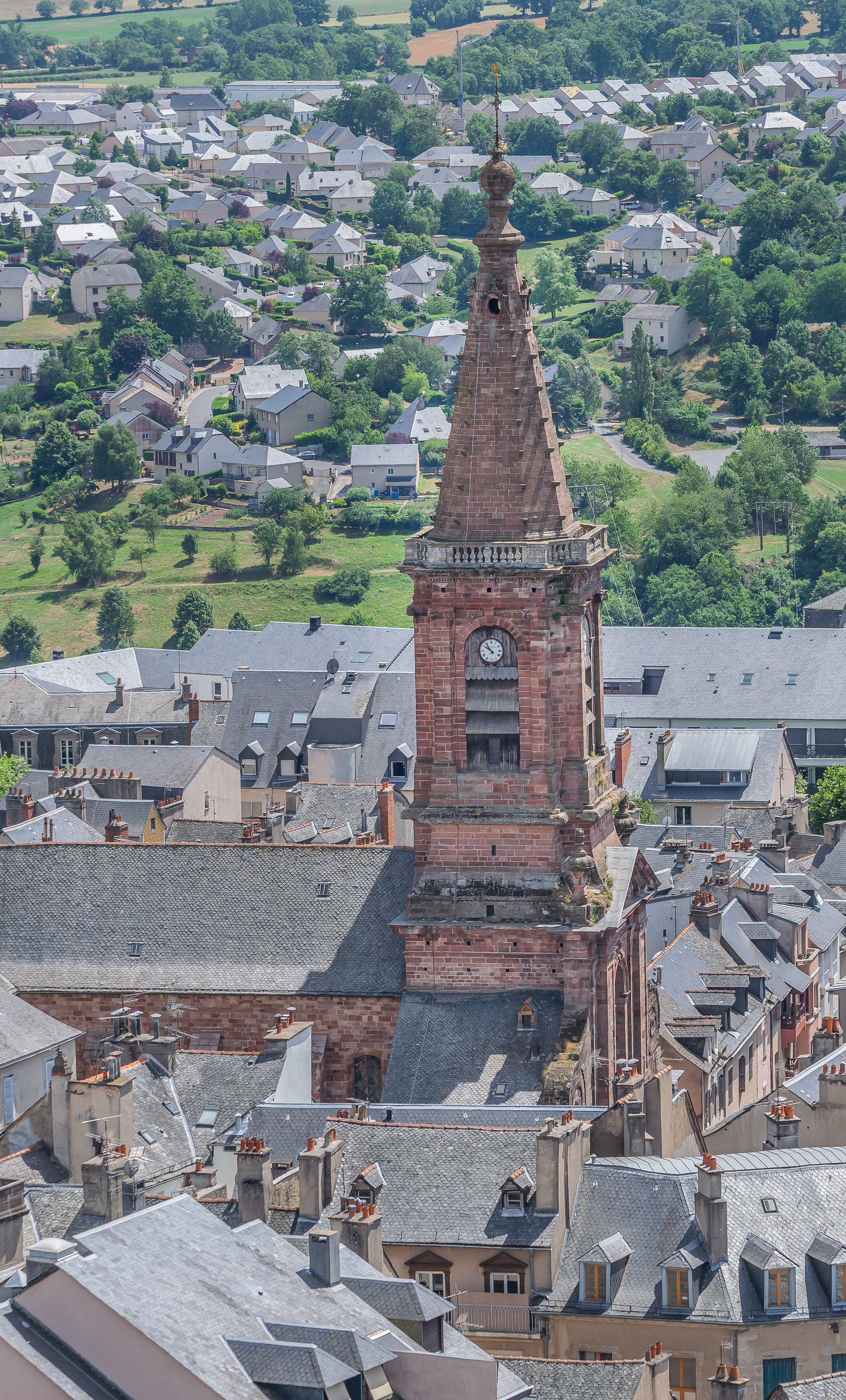
Vue générale.
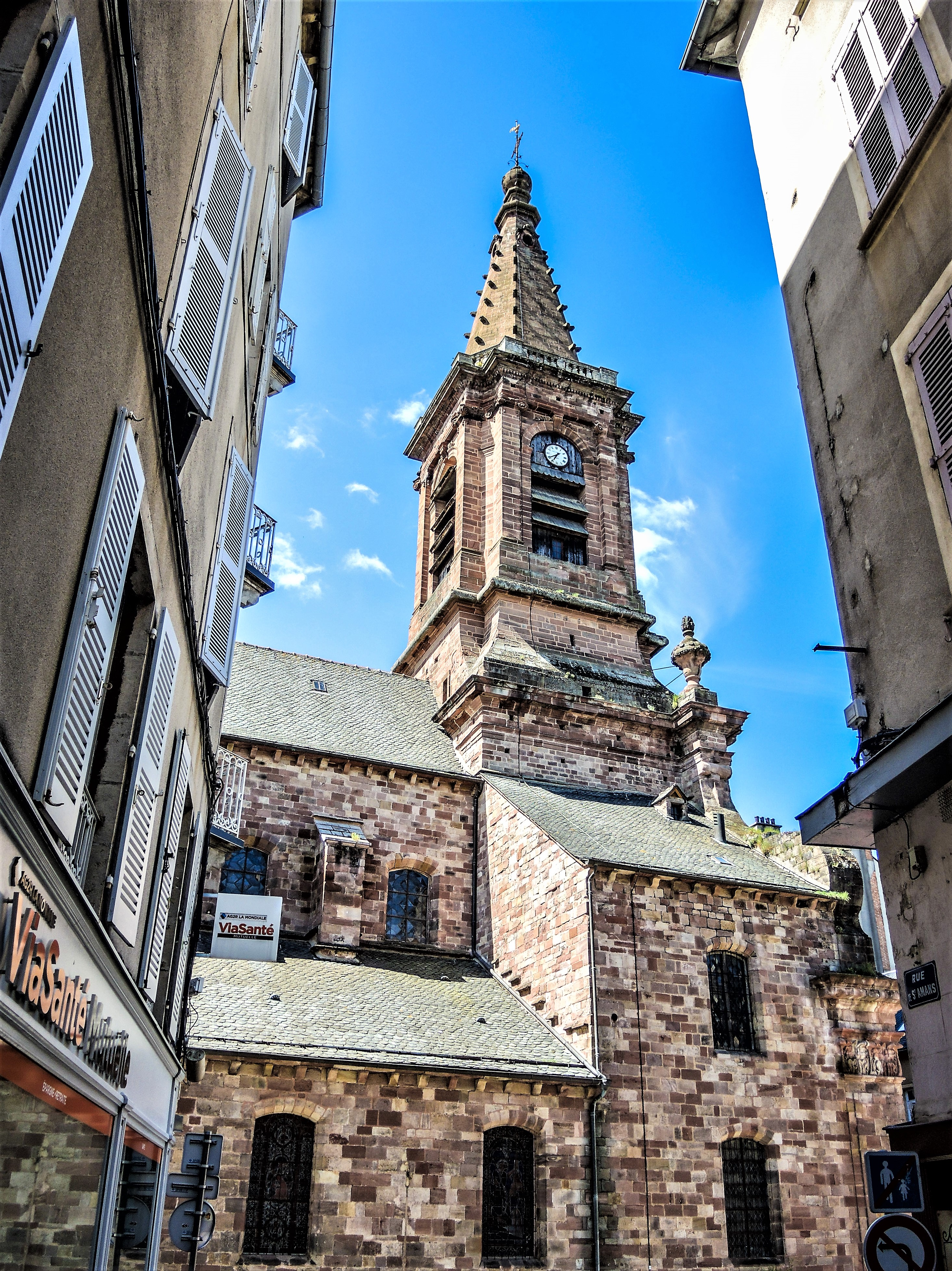
Côté nord.
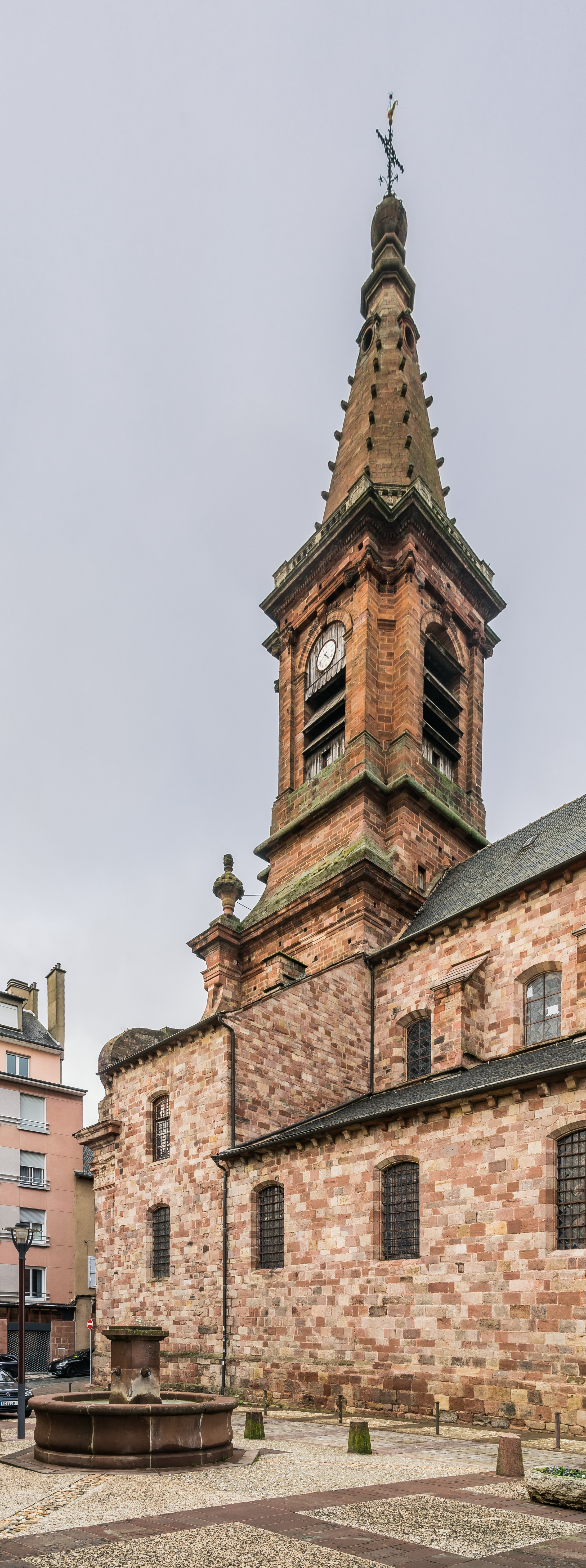
De la place des Toiles.
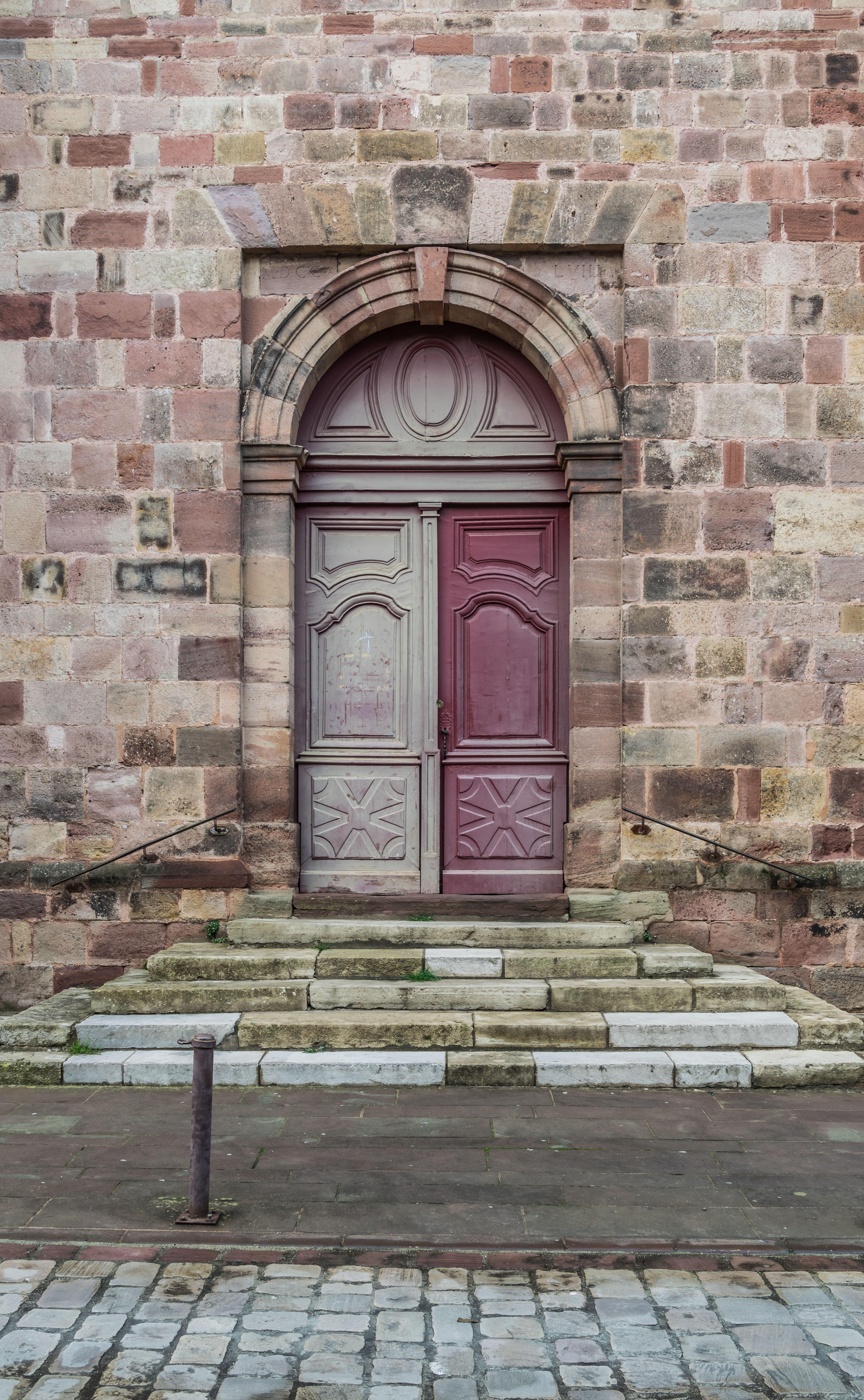
Porte latérale rue Cassagnes.
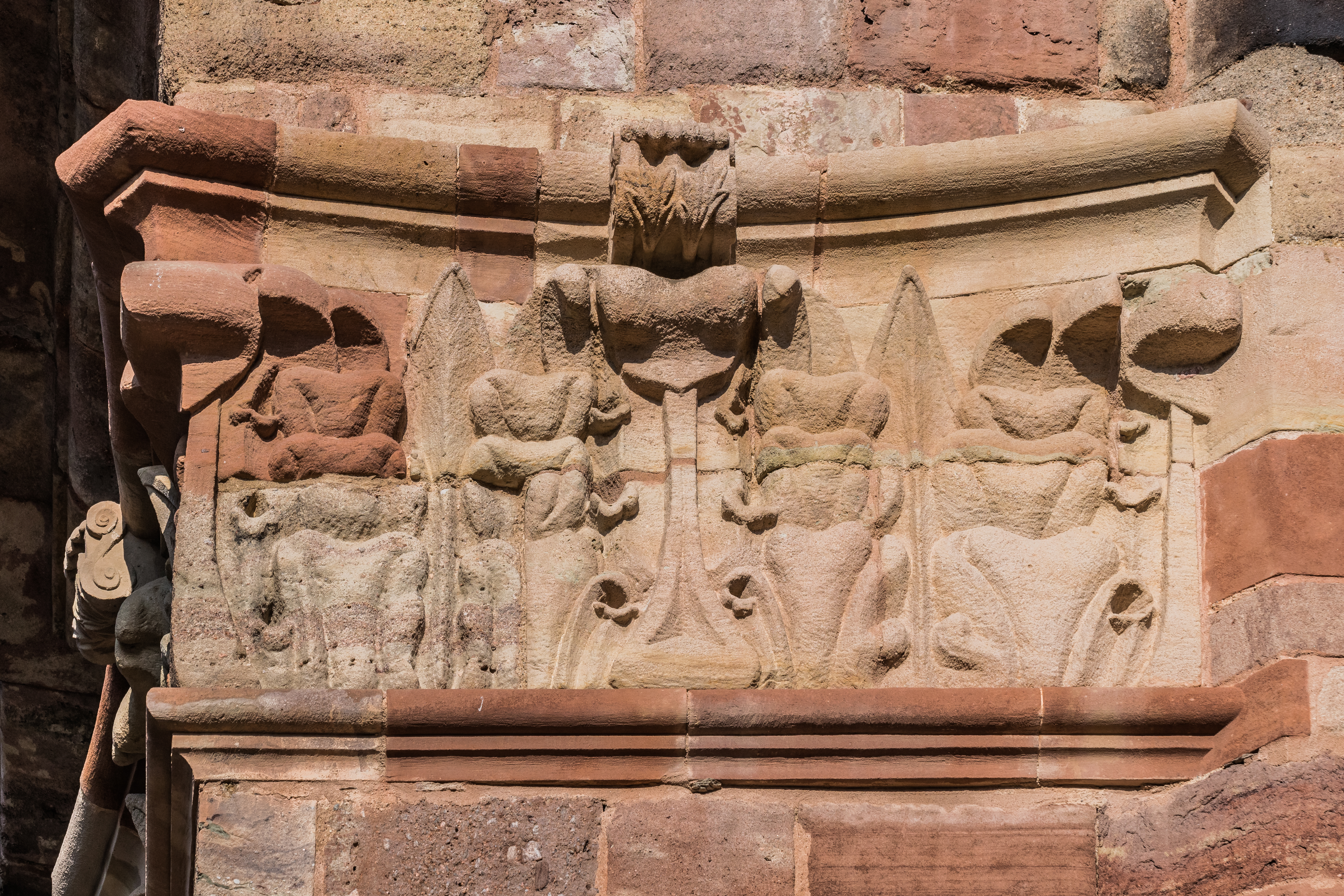
Chapiteau.

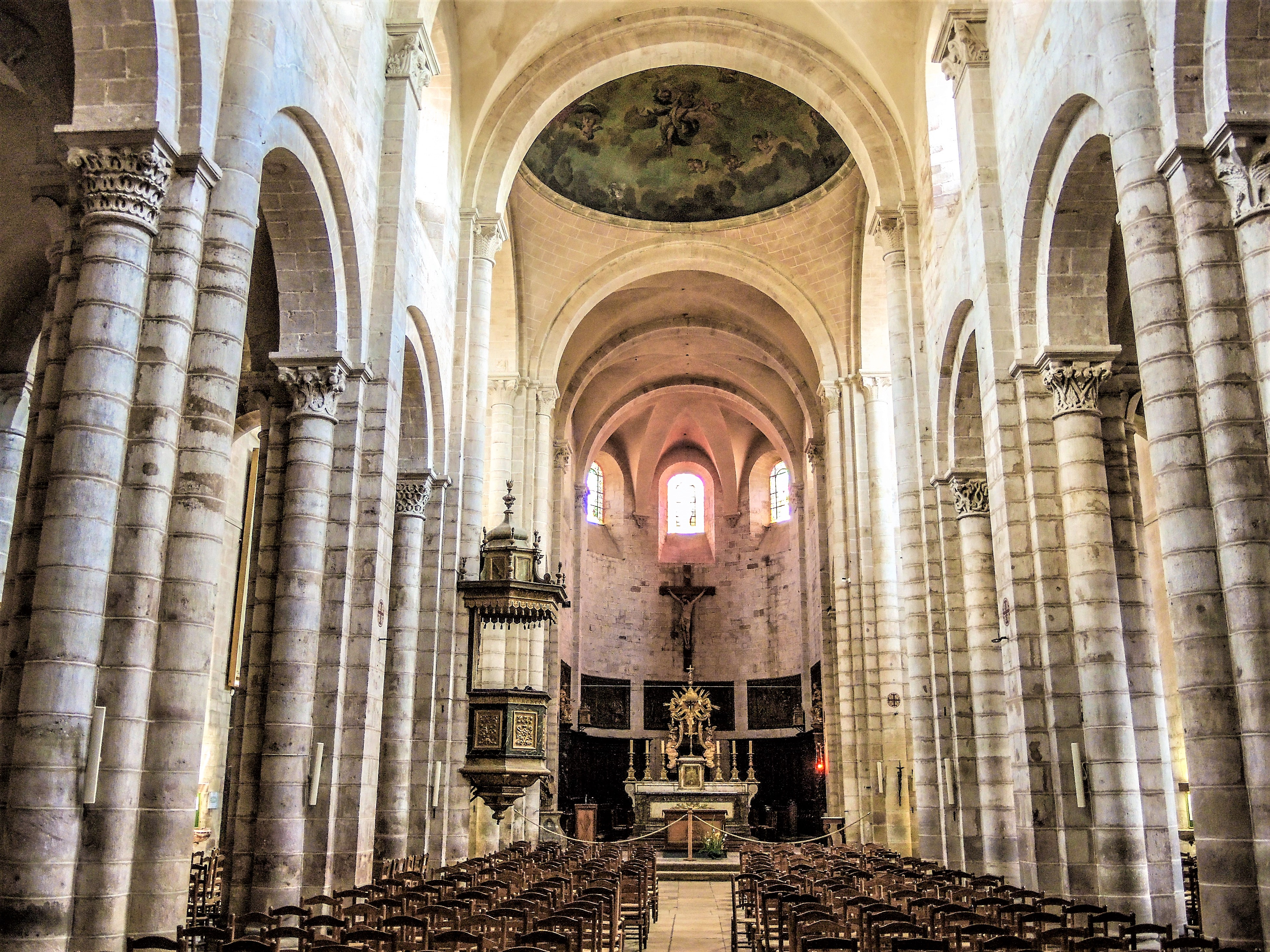
La nef.
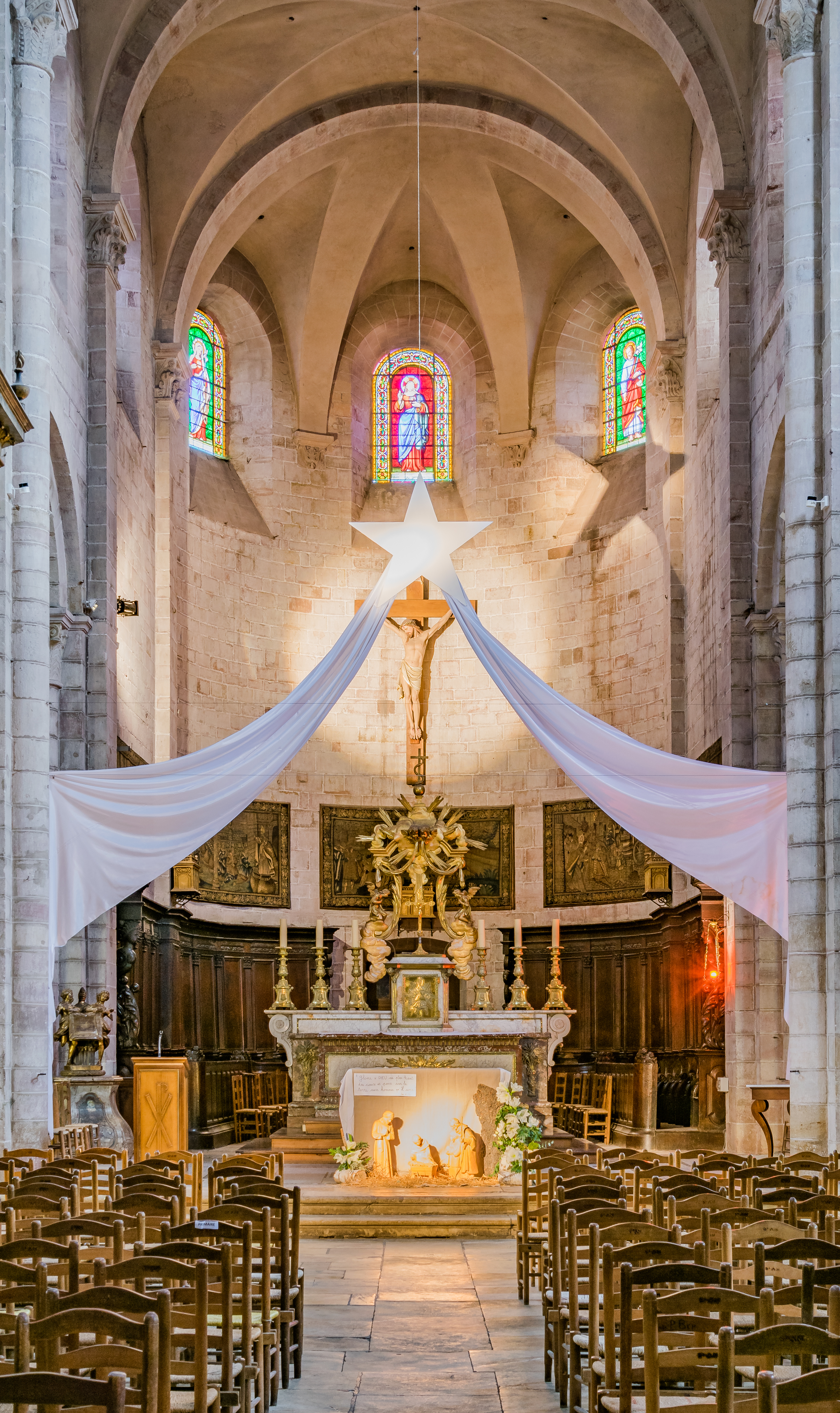
Le chœur avec l'autel.
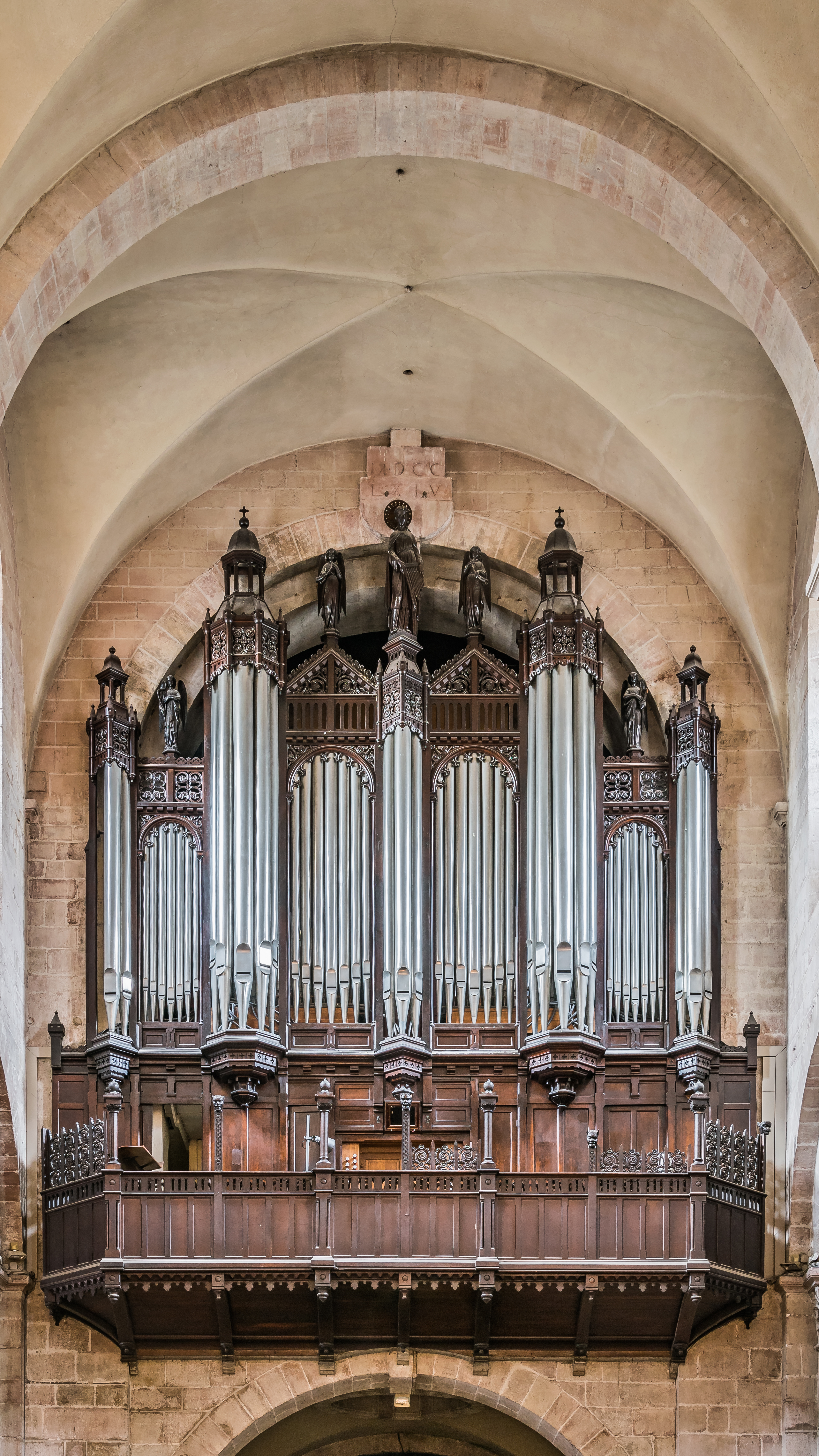
Le grand orgue
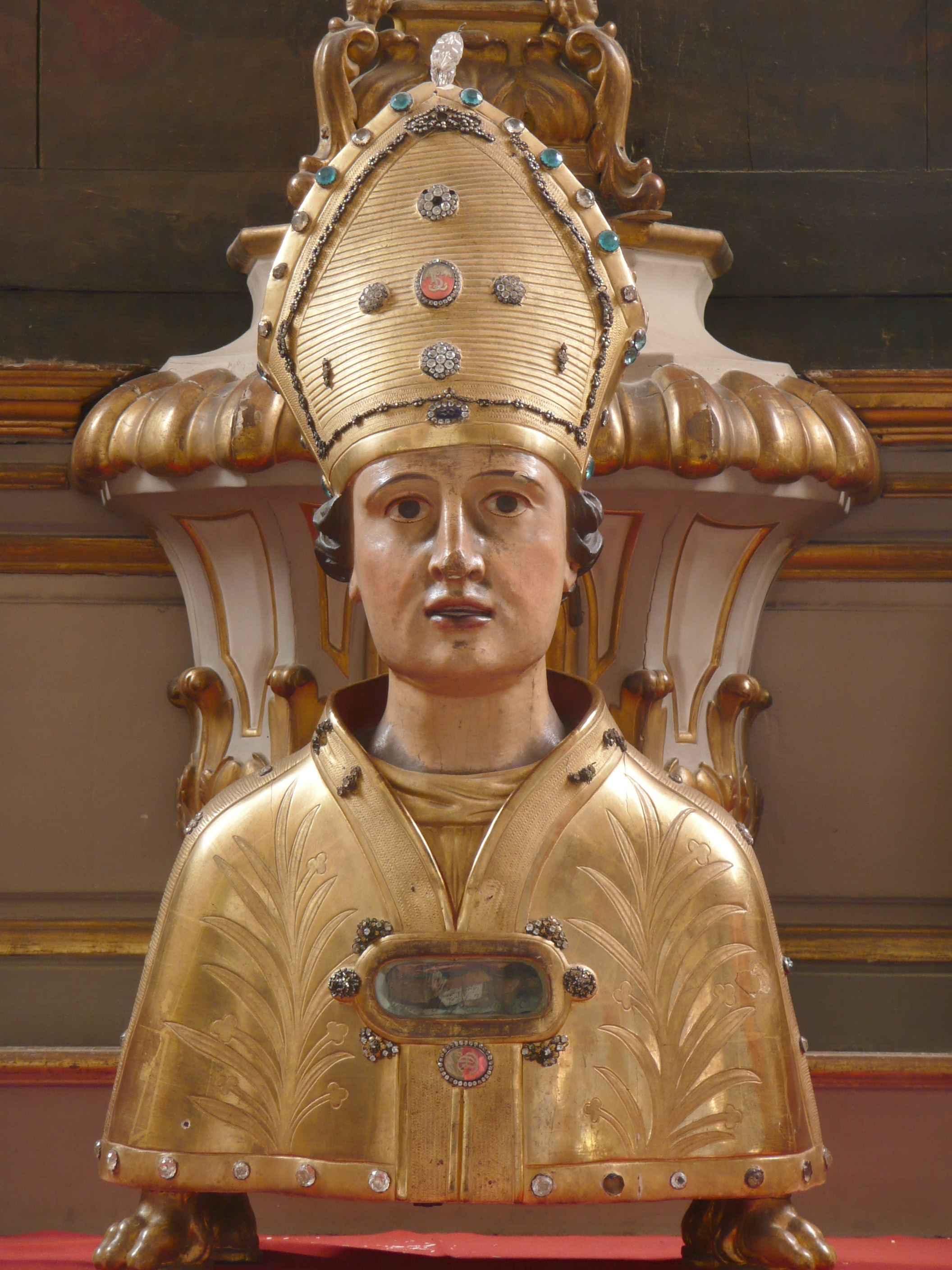
Buste-reliquaire de saint Amans.